# カタログギフト
カタログギフトとは、受け取った側がカタログ中の任意の物品を選べる贈り物のシステムである。

## 概要
カタログギフトは、冠婚葬祭の際の贈答品や、お中元やお歳暮などで、従来は贈り主が品物を指定して送っていたものを、受け取り手が好みの品物を選べるカタログの形にしたものである。
旧来のこれら贈り物では、品物が受け取った側の好みに合わなかったり、あるいは忌み言葉などの連想でタブーとなるような物品を知らずに贈ってしまったりと、贈り物の選択で苦労することも多かった。カタログギフトはこういった贈り物にまつわる様々な問題やトラブルを解消するものとして、日本では1980年代頃より一般に利用されている。
内容としては、生活雑貨などの日用品や、アクセサリーや文房具ないし玩具といった趣味性の問われるもの、あるいは地酒や特産品など一般の商店では得にくい食品の詰め合わせ、また温泉やホテルといった観光体験およびエステティックサロンの利用券などサービスまで多岐にわたる。これらにはカタログギフトのサービスを提供する企業などが独自開発した商品も含まれ、カタログにはあらかじめ提供される贈答品の価格帯が設定されており、概ね一冊のカタログに記載された商品であればどれでも選択できるようにまとめられている。
カタログに添付された申込書に、商品に一意で付けられた番号、および受け取り人の住所氏名などを記入し申し込むと、商品が発送されてくる。これらの形態は通信販売におけるカタログ販売にも似ているが、あくまでも対価を支払うのは贈り主である。また業者によっては、カタログハウスなど取次店を各所に配置し、カタログに扱われた商品の説明や受け渡し、またはカタログギフトサービスの受注を行っている。
なお、こういったサービスが発達した理由としては、宅配便の普及も影響しており、クール便などを利用して、生鮮食品など古くは贈り物としては不適切ないし贈ることが困難だった物品も取り扱われている。
2010年4月施行の資金決済法により、有効期限を過ぎれば無効となり、贈り主、受け取り手どちらにも払い戻しされないので注意が必要である。
またカタログ内から食品を選択した場合においても、「カタログ」という「食料品以外の役務提供」となるため消費税の税率は10％となる（2021年5月現在）。